# Acidoproctus fuligulae

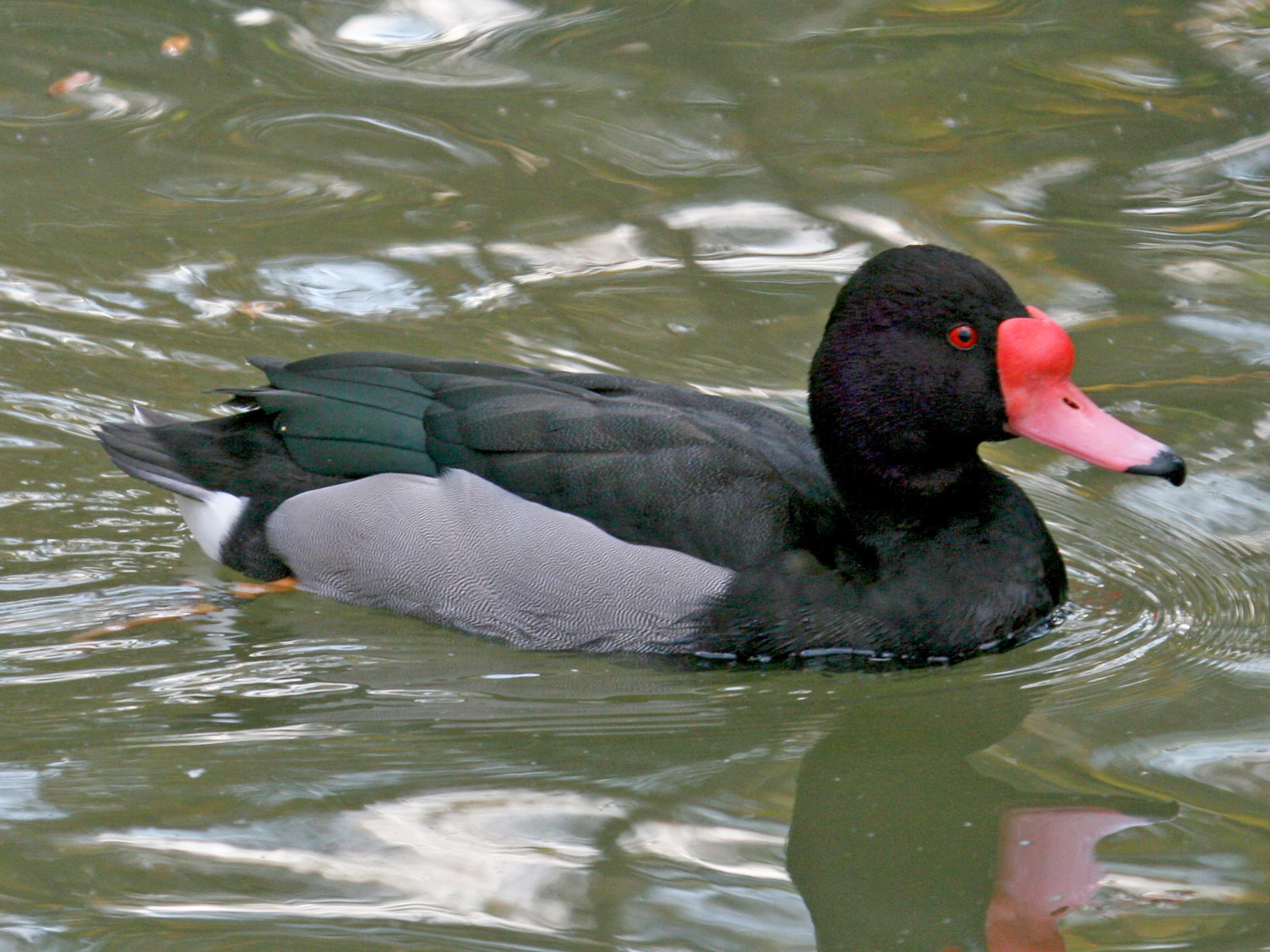
Вид-хозяин вшей — пампасский нырок

Acidoproctus fuligulae (лат.) — вид бескрылых насекомых семейства Philopteridae из отряда пухоедов и вшей. Постоянные паразиты птиц. Южная Америка.
Паразитируют на нырковых утках, в том числе на таких видах, как пампасский нырок. Вид был впервые описан в 1948 году.
В настоящее время (вместе с видами Acidoproctus emersoni, A. gottwaldhirschi, A. hilli, A. kelloggi, A. maximus, A. moschatae, A. rostratus и A. taschenbergi) включён в семейство Philopteridae подотряда Ischnocera.